# العلاقات الأيرلندية الهايتية
العلاقات الأيرلندية الهايتية هي العلاقات الثنائية التي تجمع بين جمهورية أيرلندا وهايتي.

## مقارنة بين البلدين
هذه مقارنة عامة ومرجعية للدولتين:
| وجه المقارنة                                              | جمهورية أيرلندا                                       | هايتي                                |
| --------------------------------------------------------- | ----------------------------------------------------- | ------------------------------------ |
| المساحة (كم2)                                             | 70.27 ألف                                             | 27.75 ألف                            |
| عدد السكان (نسمة)                                         | 4.76 مليون                                            | 10.98 مليون                          |
| الكثافة السكانية (ن./كم²)                                 | 67.74                                                 | 395.68                               |
| العاصمة                                                   | دبلن                                                  | بورت أو برانس                        |
| اللغة الرسمية                                             | اللغة الأيرلندية، لغة إنجليزية، الإنجليزية الأيرلندية | لغة فرنسية، اللغة الكريولية الهايتية |
| العملة                                                    | جنيه أيرلندي، يورو، عملات اليورو الأيرلندية           | جوردة هايتية                         |
| الناتج المحلي الإجمالي (بليون دولار)                      | 333.73 مليار                                          | 8.41 مليار                           |
| الناتج المحلي الإجمالي (تعادل القوة الشرائية) بليون دولار | 318.16 مليار                                          | 18.82 مليار                          |
| الناتج المحلي الإجمالي الاسمي للفرد دولار أمريكي          | 61.13 ألف                                             | 818                                  |
| الناتج المحلي الإجمالي للفرد دولار أمريكي                 |                                                       | 1.73 ألف                             |
| مؤشر التنمية البشرية                                      | 0.916                                                 | 0.483                                |
| رمز المكالمات الدولي                                      | +353                                                  | +509                                 |
| رمز الإنترنت                                              | .ie                                                   | .ht                                  |
| المنطقة الزمنية                                           | 00، ت ع م+01:00، أوروبا/دبلن ‏                         | 00                                   |

## منظمات دولية مشتركة
يشترك البلدان في عضوية مجموعة من المنظمات الدولية، منها:
| علم المنظمة | اسم المنظمة                               | تاريخ انضمام جمهورية أيرلندا | تاريخ انضمام هايتي |
| ----------- | ----------------------------------------- | ---------------------------- | ------------------ |
|             | مؤسسة التنمية الدولية                     | 22 ديسمبر 1960               | 13 يونيو 1961      |
|             | يونسكو                                    | 3 أكتوبر 1961                | 18 نوفمبر 1946     |
|             | وكالة ضمان الاستثمار متعدد الأطراف        | 27 أكتوبر 1989               | 11 ديسمبر 1996     |
|             | الأمم المتحدة                             | 14 ديسمبر 1955               | 24 أكتوبر 1945     |
|             | الاتحاد البريدي العالمي                   | ?                            | ?                  |
|             | البنك الدولي للإنشاء والتعمير             | 8 أغسطس 1957                 | 8 سبتمبر 1953      |
|             | الاتحاد الدولي للاتصالات                  | 8 ديسمبر 1923                | 10 أكتوبر 1927     |
|             | منظمة حظر الأسلحة الكيميائية              | ?                            | ?                  |
|             | مؤسسة التمويل الدولية                     | 11 سبتمبر 1958               | 20 يوليو 1956      |
|             | المركز الدولي لتسوية المنازعات الاستشارية | 7 مايو 1981                  | 26 نوفمبر 2009     |
|             | منظمة التجارة العالمية                    | ?                            | ?                  |
|             | منظمة الشرطة الجنائية الدولية             | ?                            | ?                  |

## وصلات خارجية
- موقع وزارة الخارجية الأيرلندية
- موقع وزارة الخارجية الهايتية